# Indios auxiliares

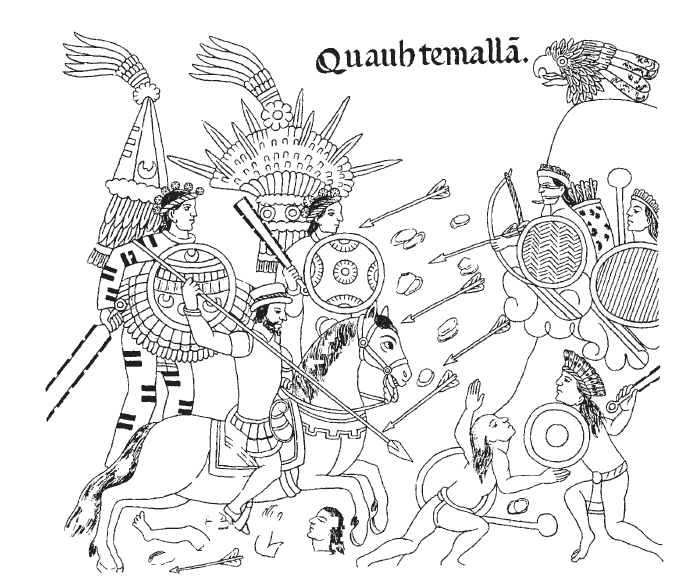
Auxiliares tlaxcaltecas asistiendo a los españoles en Guatemala, según muestra el Lienzo de Tlaxcala del

Los españoles denominaban Indios auxiliares o indios amigos (principalmente en crónicas y textos históricos antiguos) a los indígenas que eran integrados a las tropas conquistadoras españolas, con el fin de prestar apoyo en sus avances y operaciones militares durante la conquista de América.
La denominación era tan extensiva a los guías, traductores de lenguas o porteadores como formaciones militares autóctonas compuestas por los mismos indígenas, que solían cumplir funciones de exploración, guerrilla, cubrimiento de flancos y reserva de batalla. Los llamados indios auxiliares se mantuvieron activos, pasada la conquista, durante algunas sublevaciones en zonas fronterizas y áreas de guerra permanente, como sucedió en Chile en la Guerra de Arauco y los indios amazónicos en Perú durante las Guerras de sublevación loretana. La importancia política y militar de los aliados indígenas resultaría vital para la conquista española de América, siendo el origen del moderno dicho «la conquista la hicieron los indios y la independencia los españoles».

## Características
Estos indios milicianos al servicio de la Monarquía Hispánica recibieron exenciones y mercedes, lo que les daba un estatus social muy alto que podía permitirles el recibimiento de títulos de nobleza indígena. A su vez, cada corporación de milicias recibía privilegios particulares. Pero usualmente todos recibían privilegios fiscales (no teniendo obligación de pagar el Tributo indígena) y evidentemente licencias para portar armas. Otros privilegios que podían recibir era la de estar libres de dar limosnas para el Hospital de indios, no pagar el impuesto del medio real para las finanzas del Juzgado General de Indios, no pagar las Alcabalas, no ir a trabajar en las minas ni contribuir en la Mita, estar libres de laborar en Encomiendas de españoles, poder tener el honor de Cabalgadura, el honor de portar banderas con las armas reales, volverse Hidalgos, etc de concesiones.
La existencia de los privilegios en los indios milicianos hizo que se creen las “Relaciones de méritos y servicios” (documentos que tenían el objetivo de dar probanzas de sus concesiones recibidas por el Rey de España, así como dar cuenta de los servicios dados al Imperio español), o también "Título primordial" que sirvieron para resguardar la memoria de la fundación de los Pueblo de indios y conservar muchas tradiciones familiares (incluso ofreciendo narraciones divergentes sobre la conquista entre distintos pueblos), que a su vez fueron invocadas para ayudar en litigios por tierras, posesión de bienes comunitarios, o en las quejas contra funcionarios españoles (ya que estos privilegios invocaban al Pacto colonial entre súbditos y monarca, donde los indios vasallos aceptaban sumisión a la soberanía del Rey de España y tributar a sus representantes, a cambio de que se reconozca y protejan sus derechos de autogobierno y propiedad).
Pese a que hubo intentos del imperio español para desarmar a los Indios Auxiliares una vez quedó finalizada la conquista (pues se temía que pudieran volverse en enemigos potenciales) y así hacer que los colonizadores españoles se responsabilicen de la defensa de los Reinos de Indias, al final, siguieron en actividad varias corporaciones de Indios Auxiliares hasta el Siglo XIX, como soldados leales del Rey de España y brazo armado de los Virreinatos contra indios insurrectos o que aún no hubiesen sido conquistados. Esto hizo que irónicamente los indios auxiliares que se mantuvieron armados durante los próximos siglos sean precisamente los que provenían de comunidades que se ubicaban en las regiones con más tasas de rebeliones y con pocas poblaciones de españoles y criollos (quienes delegaron las labores militares a estos indios milicianos de confianza). Esto provocó que varios indios auxiliares tuvieran la responsabilidad de la defensa de los territorios españoles en América, en tanto que el estado español no deseaba hacer muchos gastos para defender directamente las provincias de ultramar, necesitando de la co-operación de los americanos, los cuales resaltaron en campañas como la Guerra Chichimeca. A su vez, si un pueblo obtenía el "privilegio de soldado", esto haría que todos los varones mayores de edad estuvieran obligados aprender a manejar armas y unirse al servicio militar.
Además, los oficiales de las milicias de Indios auxiliares eran escogidos por el cabildo de indios de sus respectivos pueblos, además que algunas corporaciones eran tropas integradas puramente por Arcabuceros y Espadachines que dominaban las armas de fuego y las tácticas de guerra europea (en vez de conformarse en tropas con arcos y flechas, aunque fuesen estas las más numerosas y razón del sobrenombre de "flecheros" en la época) y teniendo labores que no eran de simple patrullaje de sus municipios y sus costas o escoltar a los funcionarios, sino que lograron tener enfrentamientos directos con incursiones de ingleses y holandeses. En el caso de la Nueva España llegaron a existir 66 compañías de indios milicianos (con 4679 efectivos) para el año 1792, en su mayoría provenientes de Colotlán, Nueva Galicia.

## Historia
Las formaciones de "indios auxiliares" surgieron comúnmente de alianzas entabladas por los españoles, explotando los antagonismos étnicos y tribales que encontraban durante su internación en el territorio en conquista. Posteriormente, la base de "indios auxiliares" de una expedición se enrolaba entre los pobladores de los territorios ya conquistados. Comúnmente, constituían el grupo más numeroso de la hueste conquistadora, resaltando indígenas como Conquistadores y Pacificadores.
La alianza político-militar entre comunidades de indios y los conquistadores españoles se ha presentado como un tema desconocido y complicado de asimilar en la Cultura popular debido a tópicos de la Leyenda negra española, pero contrario a estigmas contemporáneos, no todos los nativos habrían organizado resistencias contra la incursión europea, puesto que muchas sociedades percibirían al evento de la conquista como una oportunidad para lograr la obtención de mayores libertades frente al yugo del pueblo indígena hegemónico en la región, motivándoles a participar en el proceso de conquista con pactos en el que el costo de su ayuda era la promesa de libertad, riquezas y autonomía política por parte de los españoles (en lo que sería la futura República de indios). El auxilio de estos pueblos no se redujo a únicamente ser proveedores de suministros, guías, traductores, sirvientes o cargadores, puesto que resaltarían en la labores militares de combate contra otras comunidades indígenas, llegando a desarrollar roles de mando e incluso liderando a tropas de españoles y otros indígenas. Así, los indios aliados se lucirían en los combates, pues se harían notar como soldados muy capaces, ya que se lanzaban sin miedo alguno a las batallas (donde aplicaron estrategias de guerra como las temerarias cargas frontales contra las líneas enemigas), lo que los convertiría en una pesadilla que amenazó la continuidad de los imperios y reinos indígenas hegemónicos, hasta terminar sucumbiendo contra esta coalición y avasallándose a la soberanía de la Corona de Castilla.

## Ejemplos notables
Ejemplos notables de las comunidades de Indios Auxiliares fueron:
- Vasco Núñez de Balboa marchó cn 190 españoles y 80-1000 indígenas panameñas cedidos por el cacique Ponquiaco.
- Hernán Cortés fue uno de los primeros capitanes que destacaron por su habilidad para engrosar sus columnas con estos indígenas en particular los tlaxcaltecas (llegó a contar con 200.000 auxiliares en el asedio final de Tenochtitlan).
- La expedición de Pedro de Alvarado a Guatemala (1523-1524) estaba integrada por solo 250 españoles y entre 5.000 y 6.000 indios auxiliares.[8]
- En el fallido intento de Aleixo García de conquistar el Imperio inca marchando desde Santa Catalina iban cinco europeos, incluido él mismo,[9] más 2.000 guaraníes reclutados en el área de Asunción del Paraguay.[10]
- En sus expediciones Sebastián de Belalcázar reunió 11.000 cañaris contra Rumiñahui (1534).[11]
- Durante el asedio del Cuzco (1536- 1537), Francisco Pizarro contaba con 190 españoles[12] y 30.000 indígenas huancas, chankas, cañaris y chachapoyas.[13]
- La columna de Diego de Almagro que se internó en Chile en 1536 se desglosaba en casi 500 españoles, 100 negros y unos 10.000 a 15.000 auxiliares[14] aportados por Paullu Inca. Aunque 2.000 a 10.000 indios y 170 caballos murieron en el viaje.[15]
- Gonzalo Jiménez de Quesada organizó en su campaña contra los panches a 50 españoles y 12.000 a 20.000 muiscas (1537).[16][17]
- En el caso de la conquista de Chile por Pedro de Valdivia, el grupo original que salió de Cuzco lo formaban 11 españoles y 1.000 indígenas en enero de 1540.[18]
- Gonzalo Pizarro y Francisco de Orellana al iniciar su exploración del río Amazonas desde Quito tenían 150 jinetes y 200 infantes españoles más 4.000 indios (1541).[19][20]
- Cuando Álvar Núñez Cabeza de Vaca y Domingo Martínez de Irala fueron gobernadores del Paraguay entre 1544 y 1546 las fuerzas españolas concentradas en Asunción sumaban 800 europeos y más de 2.000 aliados locales.[21][22][23]
- En 1550 una expedición de Irala a las sierras del Perú incluyó 400 españoles, 600 caballos y 4.000 indios. Fue un fracaso, muchos españoles, todos los caballos y 1.500 guaraníes murieron por las condiciones adversas y la hostilidad de los locales.[24]
- En la expedición de García Hurtado de Mendoza a Chile en 1557 se sumaban 600 españoles, 1.000 caballos y 4.000 auxiliares.[25]
- En 1568 la expedición de Diego de Losada  constituida por 300 españoles y 18.000 auxiliares derrotan a la confederación Caribe liderada por Guaicaipuro en la batalla de Maracapana librada en el valle de los caracas.
- Durante su campaña contra los yaquis de Sonora (1609-1610) Diego Martínez de Hurdaide logró una alianza con los pimas y mayos logrando formar un ejército de 40 españoles y 2.000 a 4.000 indios.[26]
- La expedición de Francisco de Urdiñola contra los rebeldes xiximes en Durango (1610) la formaban 200 españoles y 1.100 indios auxiliares.[27][28][29]

## Yanacona
En el ámbito del antiguo Imperio incaico se les solía llamar también yanaconas, aunque esa palabra tiene un uso anterior a la llegada de los españoles, que se remonta a las conquistas del propio incario.